# 喬治·慕勒

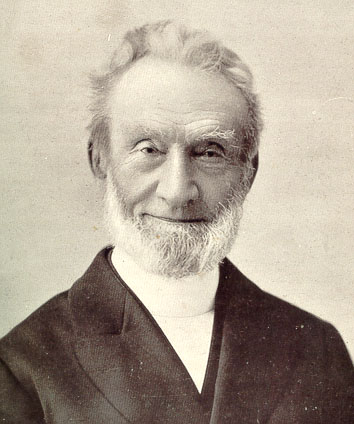
喬治·慕勒

喬治·慕勒（德語：George Müller，1805年9月27日—1898年3月10日），19世纪英国基督教弟兄会的教会领袖之一，在布里斯托开办孤儿院，一生照顾的孤儿总数超过1万人。他以对上帝的信心和为他照顾的儿童提供教育著称，在这一点上，他被有些人责备将这些可怜人提高到了本不该属于他们的生活水平。

## 生平

### 青年时期
1805年9月27日，慕勒出生在普鲁士王国，靠近哈伯斯塔特（Halberstadt）的一个村庄克鲁本司戴特（Kroppenstaedt），父亲是当时国产税局的一个收税人。他原本是一行为荒唐的青年，与他后来圣洁的基督徒形象截然相反，他曾是一个惯偷、骗子和赌徒，曾几次偷过他父亲代保管的政府公款。在他14岁时他母亲的临终之夜，他正在和朋友玩牌赌博，然后喝得酩酊大醉。2年后（1821年），他在马格德堡的教会学校就读时，用谎言获得导师的准许请假，与一名女子住在不伦瑞克的高级旅馆约会，直到耗尽所有，被旅馆告发，因诈骗罪被送进监狱几个月。
慕勒的父亲希望供他去接受宗教教育，以使他能在国立的路德会中得到一个有利的神职位置。他在哈勒大学学习神学。这时慕勒仍旧习不改，当他债台高筑，津贴不够偿付之时，便造成自己遭遇偷窃的假象，博取同学们的同情，骗取大家捐款补偿他的损失。
就在这时，他遇到一个男同学培德（Beta），1825年11月中旬一个周六的晚上，培德和他一起参加了一个在魏格纳（Wagner，后来加入普利茅斯弟兄会）家中举行的基督徒聚会。他在那里受到热诚的欢迎，并开始按时阅读圣经，和参加聚会的其他人讨论基督教。他很快戒掉了酗酒和撒谎，并开始希望成为一名传教士。他开始定期在附近的路德会教堂讲道，并继续和大学中那一群增长中的非国教信徒一起聚会。

### 早期工作
1827年8月，慕勒开始热心国外布道事业，加入了不列颠大陆宣道会（Continental Society of Britain）。1828年，他接受伦敦会（London Missionary Society）的建议，于1828年3月19日抵达伦敦，进入神学院受训6个月，然后在英国的犹太人中工作。但在1829年5月中旬，慕勒生了一场重病，当时他甚至都没有想到能够活下来。当他痊愈时，他奉献自己服务于上帝的旨意。不久他离开了伦敦会，确信上帝会为他从事基督教工作满足他的需要。他成为德文郡Ebenezer会堂的牧师，不久和玛丽·戈洛弗（最早在都柏林开始“奉主名聚会”的A.N.戈洛弗的姐妹）结婚。在他担任这所教堂牧师期间，他拒绝领取固定的薪水，相信那种实行会导致教会成员耗尽他们的责任，而不是出于自愿。他还废除了教堂长凳的租金，指责这给了富人不公平的显赫。
1832年，慕勒迁居到港口城市布里斯托（Bristol），开始和革拉克（Henry Craik）一起，在伯赛大会所（Bethesda chapel）工作。他直到去世，一直在此讲道，同时还献身于其他工作。 
1834年，他建立了国内和海外圣经知识协会（Scripture Knowledge Institution for Home and Abroad），目标是援助基督教学校和传教士，以及分发圣经。这个组织不接受政府支持，只接受主动送来的馈赠，到慕勒去世时共收到并支付出去150万英镑($2,718,844 美元），这些钱主要用来支持孤儿院，并分发了将近200万本圣经和宗教书籍。这些钱还用来支持全世界的其他传教士，例如中国内地会的创始人戴德生。

### 創辦孤儿院
1832年2月和1835年11月20日，慕勒两次读到法兰克(August Hermann Francke)的传记，法兰克从1696年起在普鲁士的哈勒（Halle）创办“孤儿之家”，并从不向人要求捐款。慕勒也产生了开办孤儿院的心愿。由于在1835年12月5日，他读到圣经中诗篇81篇10节——“你要大大张口，我就给你充满”而大受鼓励，加上革拉克的赞同，于是在12月9日，经过众人的考虑和祷告，终于做出了决定。会后陆续有信徒主动奉献钱财和家具。
慕勒夫妇照顾孤儿的工作开始于1836年4月11日，起初是在布里斯托（Bristol）自己的家中做准备工作，以容纳30个女孩。同年11月28日，在同一条街又租房开始了第二间孤儿院。不久，又布置了2所房子，需要照顾的儿童总数达到130人。1845年，由于人数继续增长，慕勒决定设计一所独立的建筑，以容纳300个孩子。1849年6月18日，在Ashley Down 28,000 m²的土地上，建成了这所孤儿院。到1856年5月26日，又兴建了第二院，可容纳400人。到1870年，总共已建立了5所孤儿院，收容超过2,000名孤儿。最后全部孤儿人数达到10,024名。維持孤兒院开支的捐款总数，超過了150萬英镑。
尽管这5座孤儿院开支浩大，仅建筑花费总数就超过10万英镑，但慕勒的原则是，从不向人要求捐款，从不把任何孤儿院的需要告诉外人，更从不借债，他只做一件事：向上帝祷告，但每次的帮助总是在最需要的时刻由各方自動送来，没有一次叫孤儿们挨饿。许多次，他在离给孩子开饭的时间已经只有一个小时的时候收到主动送来的食物，进一步加强了他对上帝的信心。每天早晨进早餐后是读圣经和祷告的时间，每个孩子在离开孤儿院时会得到一本圣经。孩子们的穿着和教育都很好，慕勒甚至雇佣了一名学校督学以保持高的水准。事实上，许多人声称附近工厂和矿山无法获得足够的工人，因为他为孩子们长大后离开孤儿院提供的职位是保安学徒、职业训练和家庭服务。 
这所孤儿院現在还是英國布里斯托城最大的孤兒院。不过在1958年，孤儿院的总部迁离Ashley Down，原址改为一所大学。孤兒院原址旁的马路，仍称作慕勒路（Muller Road），是布里斯托城最长的一条没有酒吧的街道。 

### 传教
他的第一个妻子在1870年去世，1872年，他与慕姗娜·桑格结婚。1875年，他70岁,慕勒开始了一次17年之久的传教旅程。在这段时间，他前往美国、印度、澳大利亚、日本、中国和其他将近40个国家讲道。他的旅行里程总计超过20万英里，这在航空时代来临以前，是一个不可思议的成就。他的语言能力允许他用英语、法语和德语讲道，他的讲道词被翻译成超过一打其他语言。
1892年，他回到英格兰，1898年3月10日早晨，送茶给慕勒的人发现93岁的他已经安然离世。此前他一直身体强健，照常工作。